# Ałmaz-Antej
Koncern WKO „Ałmaz-Antej” AO (ros. АО «Концерн ВКО „Алмаз-Антей”) – rosyjski koncern zbrojeniowy specjalizujący się w broni rakietowej z siedzibą w Moskwie. Zawarty w nazwie skrót AO pochodzi od rosyjskich słów акционерное общество i oznacza spółkę akcyjną. 100% akcji należy do organów rządowych Federacji Rosyjskiej. W skład koncernu wchodzi ponad 60 podmiotów z 17 regionów Rosji, z czego część stanowią instytuty badawcze.

## Historia

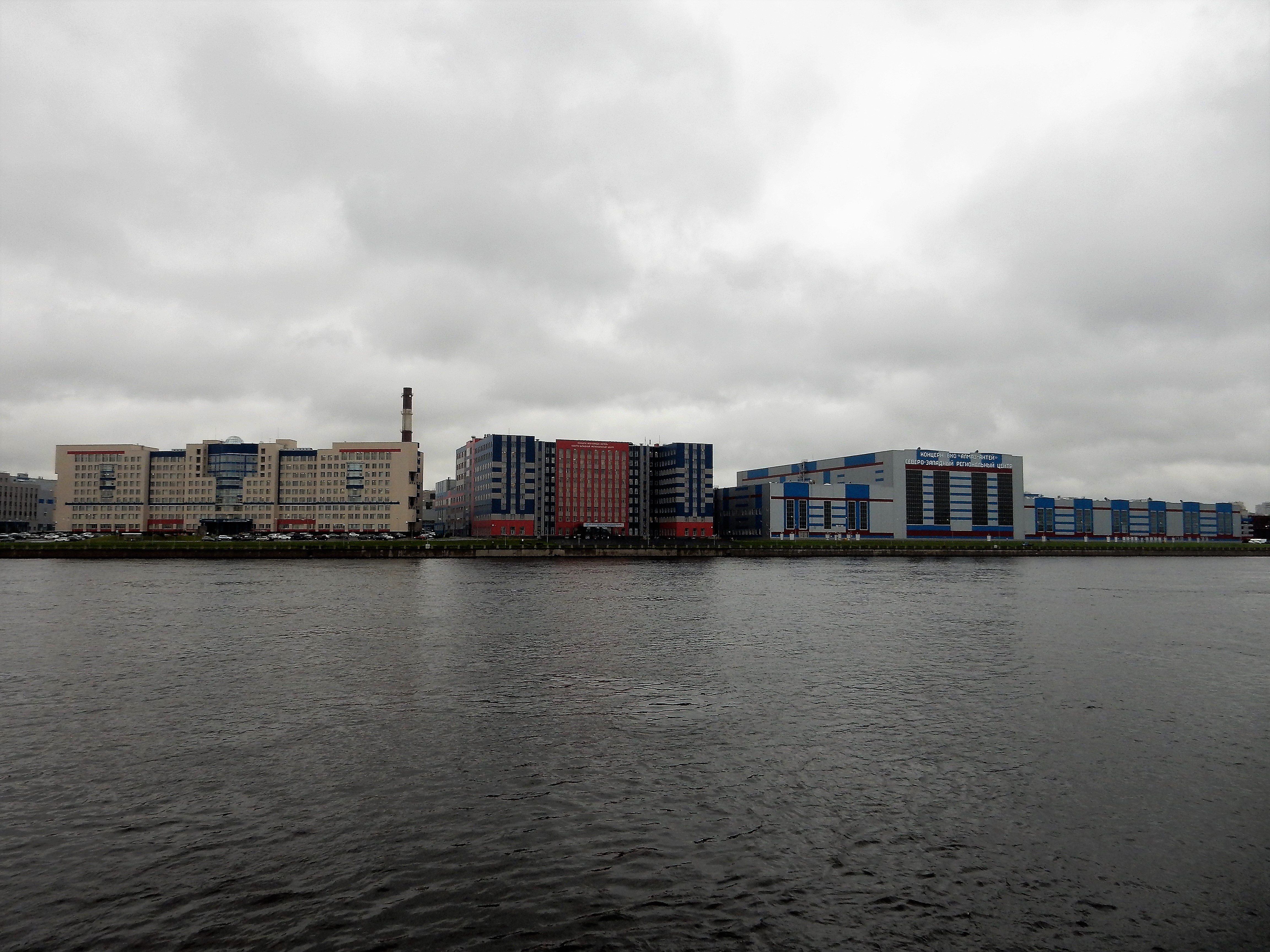
Budynki oddziału Ałmaz-Antej w Petersburgu, 2018 rok.

### Powstanie i rozwój
Koncern został założony 23 stycznia 2002 roku na podstawie dekretu Prezydenta Federacji Rosyjskiej. Decyzja wynikała ze strategii ujętej w programie „Reforma i rozwój kompleksu wojskowo-przemysłowego na lata 2002-2006” opracowanej przez rząd FR.
W 2007 roku Ałmaz-Antej zakończył konsolidację. We wrześniu 2007 roku podpisał porozumienie o współpracy z Atomstroyexport, dotyczące budowy elektrowni za granicami Rosji.
W 2014 roku koncern podpisał 121 kontraktów na zamówienia rządu rosyjskiego. W tym roku zatrudniał ponad 104 tysiące pracowników, z czego ponad 40% posiadało wyższe wykształcenie, a około 1000 tytuły naukowe.
W 2014 roku Komisja Europejska objęła Ałmaz-Antej sankcjami, związanymi z aneksją Krymu. Sankcje nałożyły również Ukraina i Stany Zjednoczone. Unia Europejska zamroziła aktywa koncernu.   
W 2016 roku koncern dostarczył rosyjskiemu wojsku system rakietowy ziemia-powietrze S-400 Triumf, system kierowania rakiet ziemia-powietrze Buk-M3 oraz stacje radarowe.  
W 2017 roku liczba pracowników wzrosła do 125 tysięcy. W latach 2017–2018 koncern intensywnie zajmował się sprzedażą systemu obrony powietrznej S-400 Triumf, co najprawdopodobniej miało wpływ na znaczne zwiększenie jego budżetu. W 2018 roku znalazł się na 8. miejscu w zestawieniu światowych podmiotów o najwyższych przychodach z tytułu sprzedaży broni.
13 września 2018 roku Trybunał Sprawiedliwości Unii Europejskiej odrzucił skargę Ałmaz-Antej i uznał nałożone uprzednio sankcje za zgodne z prawem.
18 marca 2021 roku koncern otworzył w Petersburgu ośrodek naukowo-badawczy WKO "Medprom", który zajmuje się opracowywaniem sprzętu medycznego. W ofercie Ałmaz-Antej pojawiły się samochody elektryczne dwojakiego rodzaju: z układem napędowym wyłącznie elektrycznym lub hybrydowym.  

### Niewyjaśnione śmierci kierownictwa
W latach 2003–2009 miała miejsce seria samobójstw i zabójstw, szeroko komentowana w mediach, której ofiarami padli dyrektorzy i kierownictwo przedsiębiorstwa lub spółek zależnych. Zdaniem badających sprawę dziennikarzy gazety „Izwiestija” przyczynami śmierci nie były działalność koncernu ani informacje niejawne, związane z produkcją broni, ale malwersacje finansowe, dotyczące sprzedaży nieruchomości należących do podległych przedsiębiorstw podczas postępowania upadłościowego.
12 stycznia 2003 roku znaleziono powieszone zwłoki Aleksandra Porieckija (ros. Александр Порецкий), zastępcy dyrektora generalnego fabryki w Petersburgu, należącej do Ałmaz-Antej. Za przyczynę śmierci uznano samobójstwo. Zdaniem dziennikarzy „Izwiestija” Porieckij miał sparaliżowaną prawą rękę, co uniemożliwiłoby mu zawiązanie sznura.
6 czerwca 2003 roku Igor Klimow (ros. Игорь Климов), pełniący obowiązki dyrektora generalnego Ałmaz-Antej, został zastrzelony przed swoim domem w Moskwie. 14 godzin później ofiarą zabójstwa padł Siergiej Szczetko (ros. Сергей Щетко), dyrektor handlowy spółki wchodzącej w skład koncernu.
9 października 2003 roku została zamordowana Jelena Nieszczeriet (ros. Еленa Нещерет), prezeska spółki podległej Ałmaz-Antej. Zginęła od ran kłutych w swoim domu i najprawdopodobniej została zaatakowana, gdy wychodziła do pracy.
30 lipca 2009 roku w Moskwie został zamordowany Andriej Barabienkow (ros. Андрей Барабенков) menedżer Ałmaz-Antej odpowiedzialny za marketing i współpracę z zagranicznymi klientami. Mężczyzna zmarł od rany postrzałowej głowy. Koncern wydał oświadczenie i poinformował, że śmierć Barabienkowa nie ma związku z jego pracą, zaś sam zabity nie koordynował niejawnych projektów, a tym samym nie istniał powód, aby dokonywać zamachu na jego życie.

## Działalność

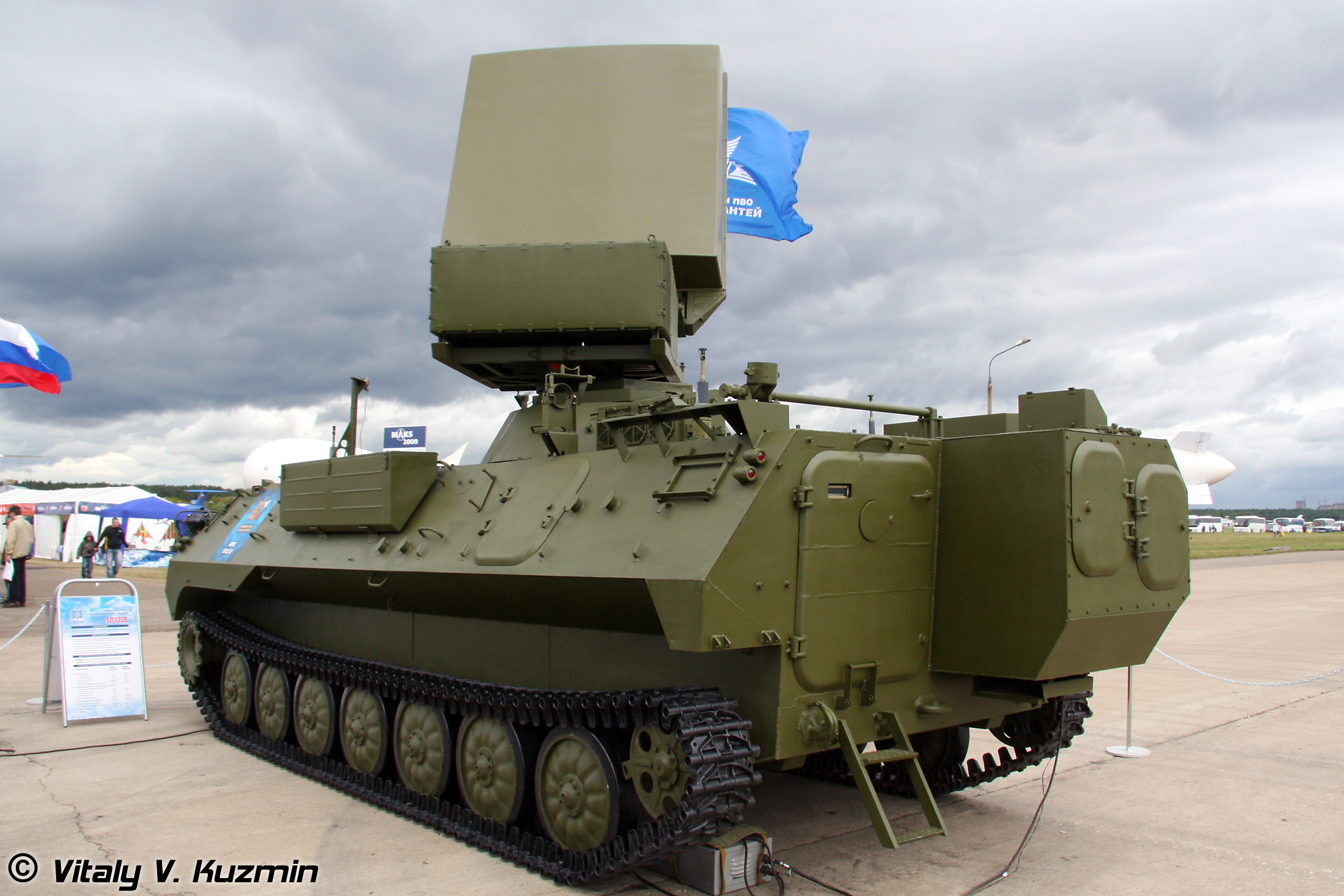
Mobilny Radar 1L122-2E opracowany przez Ałmaz-Antej.

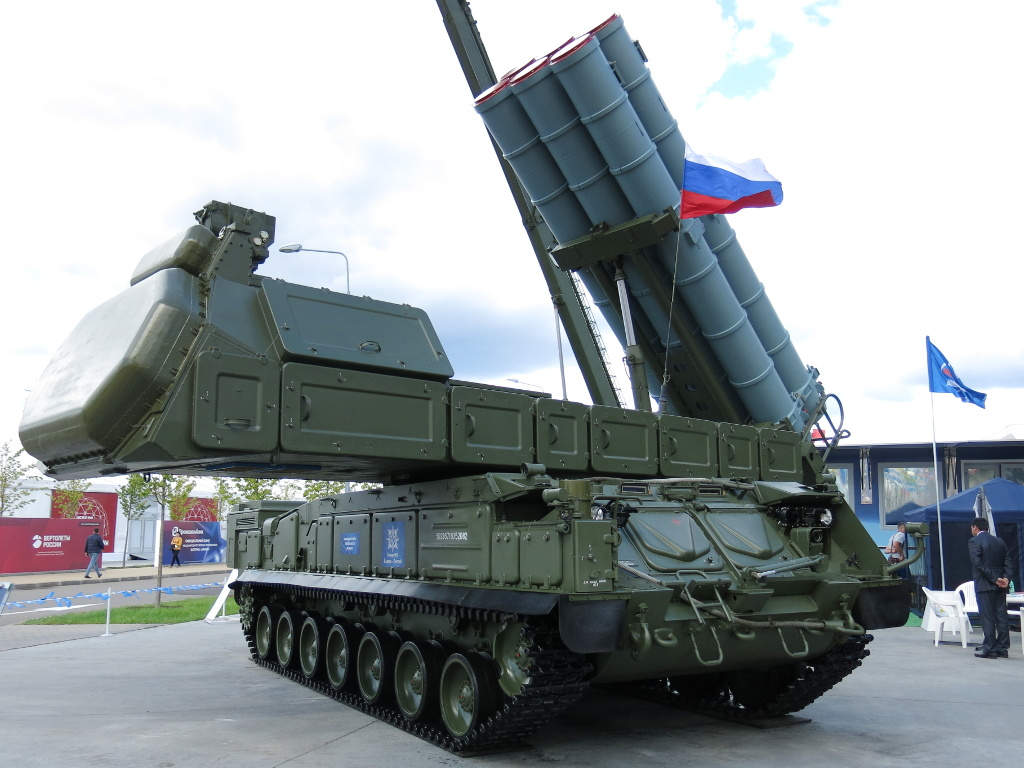
System przeciwlotniczy Buk-M3 „Wiking” 9A317M.

### Produkcja
Ałmaz-Antej produkuje dla wojska systemy rakietowe, radarowe, przeciwlotnicze i przeciwrakietowe, między innymi: 
- systemy i pociski rakietowe ziemia-powietrze: S-400 „Triumf”, S-300 „Faworit”, Buk-M3, Tor-M1, Tor-M2E;
- wyposażenie morskich stacji radarowych: S-300F „Fort”, Rif-M, „Gibka”;
- wyposażenie stacji radarowych wykrywających cele powietrzne: Gamma-DE, Niebo-SWU;
- urządzenia do rozpoznania naziemnego: Fara-PW;
- systemy sterowania: Bajkał-1ME, „Fundament”.

Część produkcji tworzona jest na zapotrzebowanie cywilne i obejmuje: sprzęt telekomunikacyjny, aparaturę do kontroli ruchu lotniczego, sprzęt dźwigowy i transportowy oraz oprzyrządowanie dla branży paliwowej i energetycznej oraz sprzęt medyczny.
5 grudnia 2016 roku prezydent FR podpisał dekret, na podstawie którego do 2025 roku nie mniej niż 30% produkcji koncernu ma być przeznaczona na potrzeby cywilne, zaś do 2050 roku ma wzrosnąć i wynosić nie mniej niż 50% całkowitej produkcji.

### Działalność naukowa
Ałmaz-Antej zatrudnia 16,5 tysiąca pracowników w oddziałach badawczych i naukowych, współpracuje z 52 uczelniami wyższymi. Wydaje kwartalnik naukowy „Wiestnik”.
W koncernie funkcjonuje rada naukowo-techniczna, która opracowuje raporty na zlecenie rządu FR.  Przedmiotami prowadzonych badań są głównie kwestie techniki zbrojeniowej, radary, optymalizacja i testy aparatury wojskowej.

## Przychody i budżet
Przychody z tytułu sprzedaży broni w milionach dolarów (w zestawieniu stu największych podmiotów związanych z inwestycjami obronnymi i wojskowymi pod względem całkowitej sprzedaży): 
- 2004 rok: 929 mln dolarów
- 2005 rok: 1568
- 2006 rok: 2020
- 2007 rok: 2782
- 2008 rok: 4335
- 2009 rok: 3263
- 2010 rok: 3941
- 2011 rok: 3552
- 2012 rok: 5754
- 2013 rok: 8326
- 2014 rok: 9210
- 2015 rok: 6966
- 2016 rok: 6582
- 2017 rok: 7412 (11. miejsce na świecie)
- 2018 rok: 9125 (8. miejsce na świecie)
- 2019 rok: 9660 (15. miejsce na świecie)
- 2020 rok: 9191 (17. miejsce na świecie)
- 2021 rok: 6066 (20. miejsce na świecie)

W 2019 roku obroty wynosiły 624,5 mld rubli.
W 2020 roku zysk netto koncernu wynosił 12,7 mld rubli i wzrósł o 144,4% w stosunku do poprzedniego roku.

## Władze
Od marca 2014 roku dyrektorem generalnym jest Jan Walentinowicz Nowikow.
Od 2016 roku Radą Dyrektorów kieruje Michaił Jefimowicz Fradkow.
Stanowisko kierownika naukowego pełnił Paweł Iwanowicz Kamniew.

## Struktura
Do koncernu należy blisko 60 podmiotów, między innymi: 
- Zakłady Mechaniczne imienia Kalinina z siedzibą w Jekaterynburgu, produkujące systemy przeciwlotniczych ziemia-powietrze,
- Uljanowski Zakład Mechaniczny, produkujący systemy radiolokacyjne oraz przeciwlotnicze,
- Maryjska Fabryka Maszyn z siedzibą w Joszkar-Oła, produkująca stacje radiolokacyjne i systemu kierowania,
- MKB „Fakieł”, producent rakiet i kompleksów rakietowych z siedzibą w mieście Chimki,
- Inżynieryjny instytut naukowo-badawczy imienia W. W. Tichomirowa z siedzibą w Moskwie[34],
- Zakłady „Ratep” z siedzibą w Sierpuchowie, producent systemów przeciwlotniczych i rakietowych przeznaczonych dla okrętów[35],
- Elektromechaniczne zakłady Kupoł z siedzibą w Iżewsku[36].

Jednostką naukową koncernu jest Morski Instytut Naukowy Radioelektroniki „Altair” z siedzibą w Moskwie.

## Kontrowersje dotyczące Malaysia Airlines 17
17 lipca 2014 roku w obwodzie donieckim na Ukrainie samolot pasażerski Malaysia Airlines Boeing 777 (nr lotu MH17) został zestrzelony przez pocisk rakietowy ziemia–powietrze, w wyniku czego zginęło 283 pasażerów i 15 członków załogi. Brytyjski wywiad ustalił, że pocisk Buk M1 należał do sił zbrojnych FR. Holenderski urząd do spraw bezpieczeństwa (OVV) w opublikowanym raporcie potwierdził wersję brytyjskiego wywiadu.
Ałmaz-Antej, jako wiodący producent uzbrojenia rakietowego (w tym systemów Buk), został oskarżony o wyprodukowanie pocisku i tym samym związek z zestrzeleniem cywilnego samolotu. Koncern poinformował, że poddał badaniom uszkodzenia maszyny i zidentyfikował pocisk jako 9M38M1 systemu Buk M1, zarazem kategorycznie wykluczył udział strony rosyjskiej w sprawie. Władze rosyjskie sugerowały, że pocisk mogła przypadkowo wystrzelić ukraińska obrona przeciwlotnicza, czemu sprzeciwiała się strona ukraińska oraz kraje UE.
Jan Nowikow, dyrektor generalny Ałmaz-Antej, poinformował media, że pociski Buk M1 nie są produkowane w Rosji od 16 lat, ale znajdują się w wyposażeniu armii Ukrainy w liczbie 991 sztuk. Śledczy Bellingcata stali na stanowisku, że pocisk został wystrzelony z 53. Rakietowej Brygady Przeciwlotniczej w Kursku należącej do sił zbrojnych FR, to zdanie podzielało większość zaangażowanych w badanie tragedii państw europejskich, zaś strona rosyjska twierdziła, że pocisk należał 223. pułku rakietowego ukraińskich sił zbrojnych.